# Martin Ševela
Martin Ševela (Most pri Bratislave, 20 novembre 1975) è un allenatore di calcio ed ex calciatore slovacco, di ruolo difensore, tecnico dell'Al-Okhdood.

## Palmarès

### Giocatore

#### Competizioni nazionali
- Campionato slovacco: 2

Inter Bratislava: 1999-2000, 2000-2001
- Coppa di Slovacchia: 3

Inter Bratislava: 1994-1995, 1999-2000, 2000-2001

### Allenatore

#### Competizioni nazionali
- Campionato slovacco: 3

AS Trenčín: 2014-2015, 2015-2016
Slovan Bratislava: 2018-2019
- Coppa di Slovacchia: 3

AS Trenčín: 2014-2015, 2015-2016
Slovan Bratislava: 2017-2018